# São Miguel de Vila Boa
São Miguel de Vila Boa is een plaats (freguesia) in de Portugese gemeente Sátão en telt 1479 inwoners (2001).